# Řecká fotbalová reprezentace

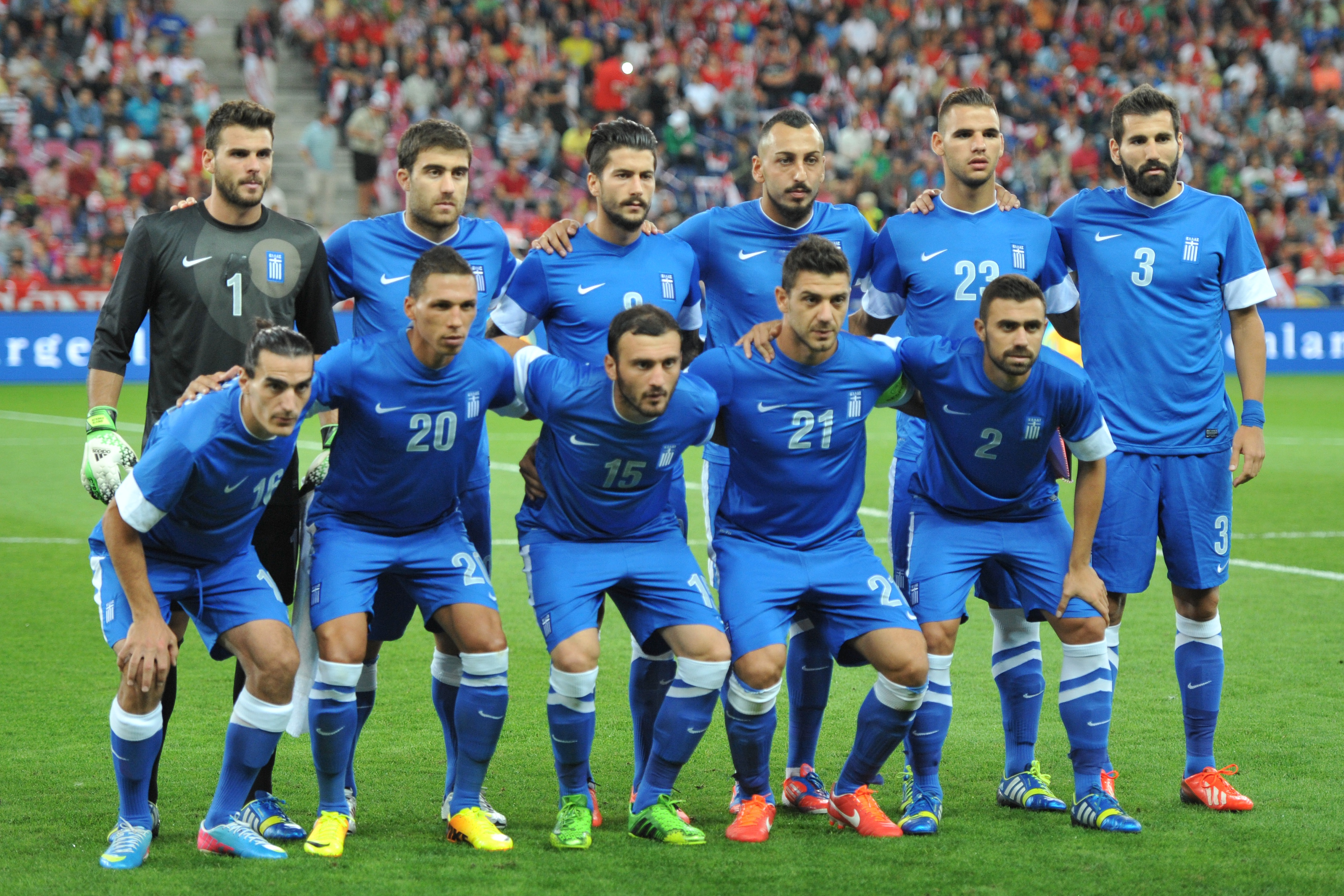
Řecká fotbalová reprezentace (2013-08-14)

Řecká fotbalová reprezentace reprezentuje Řecko na mezinárodních fotbalových akcích, jako je mistrovství světa nebo mistrovství Evropy.
Řecko nepatří mezi časté účastníky světových turnajů, doposud hrálo třikrát na mistrovství světa a čtyřikrát na Mistrovství Evropy. Přesto v roce 2004 získali při druhé účasti senzačně titul mistrů Evropy.

## Získané trofeje
- Mistrovství Evropy (1×)

2004

## Mistrovství světa
Seznam zápasů řecké fotbalové reprezentace na MS
| Rok    | Účast                                           | Soupisky |
| ------ | ----------------------------------------------- | -------- |
| 1930   | Ne                                              | –        |
| 1934   | Odstoupili v průběhu kvalifikace                | –        |
| 1938   | Nepostoupili z kvalifikace                      | –        |
| 1950   | Ne                                              | –        |
| 1954   | Nepostoupili z kvalifikace                      | –        |
| 1958   | Nepostoupili z kvalifikace                      | –        |
| 1962   | Nepostoupili z kvalifikace                      | –        |
| 1966   | Nepostoupili z kvalifikace                      | –        |
| 1970   | Nepostoupili z kvalifikace                      | –        |
| 1974   | Nepostoupili z kvalifikace                      | –        |
| 1978   | Nepostoupili z kvalifikace                      | –        |
| 1982   | Nepostoupili z kvalifikace                      | –        |
| 1986   | Nepostoupili z kvalifikace                      | –        |
| 1990   | Nepostoupili z kvalifikace                      | –        |
| 1994   | nepostoupili ze skupiny                         | Soupiska |
| 1998   | Nepostoupili z kvalifikace                      | –        |
| 2002   | Nepostoupili z kvalifikace                      | –        |
| 2006   | Nepostoupili z kvalifikace                      | –        |
| 2010   | nepostoupili ze skupiny                         | Soupiska |
| 2014   | Vyřazení v osmifinále Kostarikou                | Soupiska |
| 2018   | Nepostoupili z kvalifikace                      | –        |
| 2022   | Nepostoupili z kvalifikace                      | –        |
| Celkem | Účast – 3× Zlato – 0×, Stříbro – 0×, Bronz – 0× |          |

## Mistrovství Evropy
Seznam zápasů řecké fotbalové reprezentace na Mistrovství Evropy
| Rok    | Účast                                           | Soupisky |
| ------ | ----------------------------------------------- | -------- |
| 1960   | Nepostoupili z kvalifikace                      | –        |
| 1964   | Nepostoupili z kvalifikace                      | –        |
| 1968   | Nepostoupili z kvalifikace                      | –        |
| 1972   | Nepostoupili z kvalifikace                      | –        |
| 1976   | Nepostoupili z kvalifikace                      | –        |
| 1980   | nepostoupili ze semifinálové skupiny            | Soupiska |
| 1984   | Nepostoupili z kvalifikace                      | –        |
| 1988   | Nepostoupili z kvalifikace                      | –        |
| 1992   | Nepostoupili z kvalifikace                      | –        |
| 1996   | Nepostoupili z kvalifikace                      | –        |
| 2000   | Nepostoupili z kvalifikace                      | –        |
| 2004   | Zlatá medaile                                   | Soupiska |
| 2008   | nepostoupili ze skupiny                         | Soupiska |
| 2012   | Vyřazení v čtvrtfinále Německem                 | Soupiska |
| 2016   | Nepostoupili z kvalifikace                      | –        |
| 2020   | Nepostoupili z kvalifikace                      | –        |
| 2024   | Nepostoupili z baráže                           | –        |
| Celkem | Účast – 4× Zlato – 1×, Stříbro – 0×, Bronz – 0× |          |

## Olympijské hry
- Zlato – 0
- Stříbro – 0
- Bronz – 0